# Андреу Іліє
Андреу Іліє (англ. Andrew Ilie; нар. 18 квітня 1976) — колишній австралійський тенісист.
Найвищу одиночну позицію світового рейтингу — 38 місце досяг 29 травня 2000, парну — 296 місце — 12 червня 2000 року.
Здобув 2 одиночні титули.
Найвищим досягненням на турнірах Великого шолома було 4 коло в одиночному розряді.
Завершив кар'єру 2003 року.

## Юніорські фінали турнірів Великого шолома

### Одиночний розряд: 1 (1 поразка)
| Результат | Рік  | Турнір                                 | Покриття | Суперник   | Рахунок       |
| --------- | ---- | -------------------------------------- | -------- | ---------- | ------------- |
| Поразка   | 1994 | Відкритий чемпіонат Австралії з тенісу | Тверде   | Вен Еллвуд | 7–5, 3–6, 3–6 |

## Фінали турнірів ATP за кар'єру

### Одиночний розряд: 3 (2–1)
| Легенда                                     |
| ------------------------------------------- |
| Турніри Великого шлема (0–0)                |
| Фінали Світового туру ATP (0–0)             |
| Серія Мастерс 1000 Світового Туру ATP (0–0) |
| Серія 500 Світового туру ATP (0–0)          |
| Серія 250 Світового туру ATP (2–1)          |

| Фінали за покриттям |
| ------------------- |
| Тверде (0–0)        |
| Ґрунт (2–1)         |
| Трава (0–0)         |
| Килим (0–0)         |

| Фінали за типом корту |
| --------------------- |
| Відкритий корт (2–1)  |
| Закритий корт (0–0)   |

| Результат | В-П | Дата     | Турнір                 | Рівень           | Покриття | Суперник            | Рахунок       |
| --------- | --- | -------- | ---------------------- | ---------------- | -------- | ------------------- | ------------- |
| Перемога  | 1–0 | Тра 1998 | Корал-Спрінгс, США     | Світова серія    | Ґрунт    | Давіде Сангінетті   | 7–5, 6–4      |
| Перемога  | 2–0 | Кві 2000 | Атланта, США           | Серія Інтернешнл | Ґрунт    | Джейсон Столтенберг | 6–3, 7–5      |
| Поразка   | 2–1 | Тра 2000 | Санкт-Пельтен, Австрія | Серія Інтернешнл | Ґрунт    | Андрей Павел        | 5–7, 6–3, 2–6 |

## Фінали ATP Челленджер і ITF Ф'ючерс

### Одиночний розряд: 8 (6–2)
| Легенда              |
| -------------------- |
| ATP Челленджер (5–2) |
| ITF Ф'ючерс (1–0)    |

| Фінали за покриттям |
| ------------------- |
| Тверде (2–0)        |
| Ґрунт (4–2)         |
| Трава (0–0)         |
| Килим (0–0)         |

| Результат | В-П | Дата     | Турнір                      | Рівень     | Покриття | Суперник          | Рахунок            |
| --------- | --- | -------- | --------------------------- | ---------- | -------- | ----------------- | ------------------ |
| Перемога  | 1–0 | Лип 1995 | Ліллегаммер, Норвегія       | Челленджер | Ґрунт    | Крістіан Рууд     | 6–3, 6–2           |
| Перемога  | 2–0 | Гру 1995 | Перт, Австралія             | Челленджер | Тверде   | Міхаель Ґезерер   | 7–6, 6–4           |
| Поразка   | 2–1 | Чер 1998 | Простейов, Чехія            | Челленджер | Ґрунт    | Річард Фромберг   | 2–6, 2–6           |
| Перемога  | 3–1 | Чер 1998 | Б'єлла, Італія              | Челленджер | Ґрунт    | Жан-Батіст Перлан | 6–7, 6–4, 6–4      |
| Перемога  | 4–1 | Лип 1998 | Остенде, Бельгія            | Челленджер | Ґрунт    | Мартін Родрігес   | 6–2, 6–2           |
| Поразка   | 4–2 | Лип 1999 | Ульм, Німеччина             | Челленджер | Ґрунт    | Юнес Ель-Айнауї   | 6–7, 3–6           |
| Перемога  | 5–2 | Кві 2000 | Пейджет, Бермудські Острови | Челленджер | Ґрунт    | Міхал Табара      | 4–6, 6–3, 6–2      |
| Перемога  | 6–2 | Лют 2003 | США F4, Браунсвілл          | Ф'ючерс    | Тверде   | Даґ Богабой       | 6–7(4–7), 6–3, 6–4 |

### Парний розряд: 2 (0–2)
| Легенда              |
| -------------------- |
| ATP Челленджер (0–2) |
| ITF Ф'ючерс (0–0)    |

| Фінали за покриттям |
| ------------------- |
| Тверде (0–1)        |
| Ґрунт (0–1)         |
| Трава (0–0)         |
| Килим (0–0)         |

| Результат | В-П | Дата     | Турнір                | Рівень     | Покриття | Партнер      | Суперники                           | Рахунок       |
| --------- | --- | -------- | --------------------- | ---------- | -------- | ------------ | ----------------------------------- | ------------- |
| Поразка   | 0–1 | Лип 1995 | Ліллегаммер, Норвегія | Челленджер | Ґрунт    | Тодд Ларкхем | Томас Юганссон Ларс-Андерс Вальгрен | 6–3, 3–6, 3–6 |
| Поразка   | 0–2 | Жов 1999 | Тель-Авів, Ізраїль    | Челленджер | Тверде   | Амір Хадад   | Ноам Бер Еял Ран                    | 3–6, 2–6      |

## Часовий графік результатів
| W | Ф | ПФ | ЧФ | #Р | КТ | К# | DNQ | A | NH |

### Одиночний розряд
| Турніри Великого шлему                 |     |     |     |     |     |     |     |     |     |     |     |        |       |     |
| Відкритий чемпіонат Австралії з тенісу | К1р | К1р | 1р  | 1р  | К1р | 3р  | 4р  | 3р  | 4р  | 1р  | 1р  | 0 / 8  | 10–8  | 56% |
| Відкритий чемпіонат Франції з тенісу   |     |     | 3р  | К3р |     | 3р  | 3р  | 2р  | 1р  | 1р  |     | 0 / 6  | 7–6   | 54% |
| Вімблдонський турнір                   |     | К1р |     | 1р  |     |     | 2р  | 1р  | 1р  |     |     | 0 / 4  | 1–4   | 20% |
| Відкритий чемпіонат США з тенісу       |     | К1р |     |     |     | 1р  | 1р  | 1р  | 2р  |     | К1р | 0 / 4  | 1–4   | 20% |
| В-П                                    | 0–0 | 0–0 | 2–2 | 0–2 | 0–0 | 4–3 | 6–4 | 3–4 | 4–4 | 0–2 | 0–1 | 0 / 22 | 19–22 | 46% |
| Серія Мастерс ATP                      |     |     |     |     |     |     |     |     |     |     |     |        |       |     |
| Індіан-Веллс                           |     |     |     | К1р |     |     |     | 1р  | 1р  |     |     | 0 / 2  | 0–2   | 0%  |
| Відкритий чемпіонат Маямі з тенісу     |     |     |     | К1р |     |     | 2р  | К1р | 2р  |     |     | 0 / 2  | 2–2   | 50% |
| Монте-Карло                            |     |     |     |     |     |     | 1р  |     | 2р  |     |     | 0 / 2  | 1–2   | 33% |
| Гамбург                                |     |     |     |     |     |     | 1р  |     | 3р  |     |     | 0 / 2  | 2–2   | 50% |
| Рим                                    |     |     |     |     |     |     | 1р  |     | 1р  |     |     | 0 / 2  | 0–2   | 0%  |
| Мастерс Канада                         |     |     |     |     |     | 1р  | 2р  | 2р  | 1р  |     |     | 0 / 4  | 2–4   | 33% |
| Мастерс Цинциннаті                     |     |     |     |     |     | 1р  | 1р  | 1р  |     |     |     | 0 / 3  | 0–3   | 0%  |
| Париж                                  |     |     |     |     |     | К1р |     |     |     |     |     | 0 / 0  | 0–0   | –   |
| В-П                                    | 0–0 | 0–0 | 0–0 | 0–0 | 0–0 | 0–2 | 2–6 | 1–3 | 4–6 | 0–0 | 0–0 | 0 / 17 | 7–17  | 29% |